# Squadra serba di Fed Cup
La squadra serba di Fed Cup (Женска тениска репрезентација Србије) rappresenta la Serbia nella Fed Cup, ed è posta sotto l'egida della Federazione tennistica serba.
L'attuale nazione serba è considerata in tutti gli ambiti come la naturale prosecuzione della vecchia Repubblica Socialista Federale di Jugoslavia fino al 1991, della Repubblica Federale di Jugoslavia dal 1992 al 2002 e, infine, della nazione di Serbia e Montenegro dal 2003 al 2006. Pertanto tutti i risultati ottenuti da queste tre nazionali scomparse vengono considerati propri dell'attuale Serbia, anche se di fatto la squadra serba nasce solo nel 2007 in seguito alla definitiva separazione del Montenegro. Non risulta strano, pertanto, che alcune fra le più rappresentative giocatrici della storia di questo paese quali Sabrina Goleš o Mima Jaušovec (citati nella tabella a fianco) siano in realtà rispettivamente croata e slovena di nascita: la loro carriera si è dipanata infatti in un'epoca in cui i vari paesi sorti in seguito alla disgregazione della Jugoslavia non erano ancora indipendenti.
La squadra partecipa alla competizione dal 1969. Il miglior risultato della Serbia in Fed Cup fu la finale colta nel 2012: Jelena Janković e Bojana Jovanovski portarono al successo le serbe contro il Belgio al primo turno. In semifinale, i contributi di Ana Ivanović e di Janković furono cruciali per battere la Russia e guadagnare l'accesso alla prima finale della storia. Nel tie decisivo, la Serbia si arrese alla Repubblica Ceca di Petra Kvitová e Lucie Šafářová con lo score di 3-1.

## Risultati
| = Incontro del Gruppo Mondiale |

### 2010-2019
| Anno | Turno                       | Data          | Sede             | Avversario | Punteggio | Esito     |
| ---- | --------------------------- | ------------- | ---------------- | ---------- | --------- | --------- |
| 2010 | Gruppo Mondiale, 1º turno   | 6-7 febbraio  | Belgrado (SRB)   | Russia     | 2 – 3     | Sconfitta |
| 2010 | Spareggi Gruppo Mondiale    | 24-25 aprile  | Belgrado (SRB)   | Slovacchia | 2 – 3     | Sconfitta |
| 2011 | Gruppo Mondiale II          | 5-6 febbraio  | Novi Sad (SRB)   | Canada     | 3 – 2     | Vittoria  |
| 2011 | Spareggi Gruppo Mondiale    | 16-17 aprile  | Bratislava (SVK) | Slovacchia | 3 – 2     | Vittoria  |
| 2012 | Gruppo Mondiale, 1º turno   | 4-5 febbraio  | Charleroi (BEL)  | Belgio     | 3 – 2     | Vittoria  |
| 2012 | Gruppo Mondiale, Semifinale | 21-22 aprile  | Mosca (RUS)      | Russia     | 3 – 2     | Vittoria  |
| 2012 | Gruppo Mondiale, Finale     | 3-4 novembre  | Praga (CZE)      | Rep. Ceca  | 1 – 3     | Sconfitta |
| 2013 | Gruppo Mondiale, 1º turno   | 9-10 febbraio | Niš (SRB)        | Slovacchia | 2 – 3     | Sconfitta |
| 2013 | Spareggi Gruppo Mondiale    | 20-21 aprile  | Stoccarda (GER)  | Germania   | 2 – 3     | Sconfitta |
| 2014 | Gruppo Mondiale II          | 8-9 febbraio  | Montréal (CAN)   | Canada     | 1 – 3     | Sconfitta |
| 2014 | Spareggi Gruppo Mondiale II | 19-20 aprile  | Bucarest (ROU)   | Romania    | 1 – 4     | Sconfitta |
| 2015 | Gruppo I, Fase a gironi     | 4 febbraio    | Budapest (HUN)   | Austria    | 3 – 0     | Vittoria  |
| 2015 | Gruppo I, Fase a gironi     | 5 febbraio    | Budapest (HUN)   | Ungheria   | 2 – 1     | Vittoria  |
| 2015 | Gruppo I, Playoff           | 7 febbraio    | Budapest (HUN)   | Croazia    | 2 – 0     | Vittoria  |
| 2015 | Spareggi Gruppo Mondiale II | 18-19 aprile  | Novi Sad (SRB)   | Paraguay   | 4 – 1     | Vittoria  |